# Gabriel Rosado
Gabriel Rosado (20 ottobre 1995) è un pallavolista portoricano, palleggiatore dei Gigantes de Carolina.

## Carriera

### Club
La carriera da professionista di Gabriel Rosado inizia nella stagione 2017, quando, dopo aver giocato a livello con la UPR Rio Piedras nella Liga Atlética Interuniversitaria de Puerto Rico, debutta nella Liga de Voleibol Superior Masculino coi Mets de Guaynabo, dove gioca per un biennio, aggiudicandosi uno scudetto. Per il campionato 2019 gioca invece per i Cafeteros de Yauco, mentre, dopo la cancellazione del torneo nel 2020, per la Liga de Voleibol Superior Masculino 2021 torna in forza ai Mets de Guaynabo.
Approda in seguito ai Gigantes de Carolina, con cui prende parte alla Liga de Voleibol Superior Masculino 2022, mentre nell'edizione seguente del torneo indossa la casacca dei Caribes de San Sebastián, con cui vince lo scudetto. Nella Liga de Voleibol Superior Masculino 2024 torna a difendere i colori della formazione carolinense.

### Nazionale
Nel 2014 partecipa con la nazionale portoricana Under-21 al campionato nordamericano, chiuso al quarto posto. 
Debutta in nazionale maggiore nel 2018, in occasione delle qualificazioni nordamericane alla Volleyball Challenger Cup.

## Palmarès

### Club
- Campionato portoricano: 2

2018, 2023